# Голубино (Владимирская область)
Голубино — деревня в Собинском районе Владимирской области России, входит в состав Березниковского сельского поселения.

## География
Деревня расположена в 7 км на юг от центра поселения села Березники и в 26 км на юг от райцентра Собинки.

## История
В конце XIX — начале XX века деревня входила в состав Березниковской волости Судогодского уезда, с 1926 года — в составе Собинской волости Владимирского уезда. В 1859 году в деревне числилось 12 дворов, в 1905 году — 27 дворов, в 1926 году — 33 хозяйства и начальная школа.
С 1929 года деревня входила в состав Березниковского сельсовета Собинского района, с 2005 года входит в состав Березниковского сельского поселения.

## Население
| 1859 | 1905 | 1926 |
| ---- | ---- | ---- |
| 116  | 176  | 119  |

| 1859 | 1905 | 1926 | 2002 | 2010 | 2021 |
| ---- | ---- | ---- | ---- | ---- | ---- |
| 116  | ↗176 | ↘119 | ↘5   | ↗6   | ↘3   |